# 小林清治
小林 清治（こばやし せいじ、1924年8月13日 - 2007年4月4日）は、日本の歴史学者。福島大学名誉教授。専門は日本近世史。

## 概要
北海道出身。東北大学文学部史学科卒、同大学院博士課程満期退学。1972年「奥羽における戦国大名の成立と展開」により東北大学から文学博士の学位を授与される。福島大学学芸学部助教授、教育学部教授。86年定年退官、名誉教授、東北学院大学教授。

## 著書
- 『伊達政宗』吉川弘文館 人物叢書 1959 新装版 1985年　ISBN　9784642050135
- 『伊達騒動と原田甲斐』徳間書店 1970、〈読みなおす日本史〉　吉川弘文館、2015 ISBN　	9784642065955
- 『秀吉権力の形成 書札礼・禁制・城郭政策』東京大学出版会 1994
- 『奥羽仕置と豊臣政権』吉川弘文館 2003　ISBN　9784642028288、オンデマンド版 2020年　ISBN	9784642728287
- 『奥羽仕置の構造 破城・刀狩・検地』吉川弘文館 2003　ISBN	9784642028318、オンデマンド版　2020年　ISBN 9784642728317
- 『戦国の南奥州』歴史春秋出版 歴春ふくしま文庫 2003
- 『戦国大名伊達氏の研究』高志書院 2008
- 『伊達政宗の研究』吉川弘文館 2008 ISBN　9784642028752、新装版　2017年　ISBN　	9784642029377

### 共著・校注・監修など
- 『戦国史料叢書 第2期 伊達史料集』校注 人物往来社 1967
- 『福島県の歴史』山田舜共著 山川出版社 県史シリーズ 1970
- 『浪江町史』校閲 浪江町教育委員会 1974
- 『中世奥羽の世界』大石直正共編 東京大学出版会 UP選書 1978
- 『日本城郭史研究叢書 第2巻 仙台城と仙台領の城・要害』編 名著出版 1982
- 『戦国大名論集 2 東北大名の研究』編 吉川弘文館 1984
- 『福島の研究』編 清文堂出版 1986
- 『伊達政宗 文化とその遺産』金沢規雄、浅野晃共編 里文出版 1987
- 『戦乱の日本史 合戦と人物 第8巻 戦国の群雄 西国・奥羽』米原正義共責任編集 第一法規出版 1988
- 『図説日本の歴史 7 図説福島県の歴史』責任編集 河出書房新社 1989
- 『米沢市史 第1巻 (原始・古代・中世編)』監修 米沢市 1997
- 『中世南奥の地域権力と社会』編 岩田書院 2001
- 『陸奥国の戦国社会』大石直正共編 高志書院 奥羽史研究叢書 2004

記念論文集
- 『福島地方史の展開』小林清治先生還暦記念会 1985

## 論文
- 小林清治